# شهرستان جیاجیانگ
شهرستان جیاجیانگ (به لاتین: Jiajiang County) یک منطقهٔ مسکونی در چین است که در لیشان واقع شده‌است.